# 다카하시 가즈키 (1996년)
다카하시 가즈키(일본어: 高橋一輝, 1996년 10월 6일 ~ )는 일본의 축구 선수로 현재 대한민국 K리그2의 부천 FC 1995에서 미드필더로 활약 중이다.

## 참고 문헌
- “다카하시 가즈키”. 《부천 FC 1995》. 부천에프씨1995.